# 제주대학교 교육대학
제주대학교 교육대학은 제주대학교의 단과대학이다. 2008년 제주교육대학교가 제주대학교에 통폐합 되면서 현재 제주대학교 사라캠퍼스로 운영되고 있다.

## 제주도 지역 초등교원 양성기관의 역사
광복 후 초기 제주도의 초등교원은 전라남도의 도서지역 초등교원을 주로 양성하던 목포사범학교에서 양성했다.
제주도내 초등교원 양성기관의 필요에 따라 1946년 7월 20일 3개월 과정의 제주도임시초등교원강습소를 설치했다. 1946년 11월 10일 1년 과정의 제주도초등교원양성소로 개편되었고 1951년 11월 7일에 양성소의 수업연한이 3년으로 연장되었다. 입소자는 소정의 교육과정과 교육실습을 거쳤고, 수료자는 검정시험을 통해 제주도 지역 초등교원으로 임용되었다.
1953년 4월 1일 제주도립의 공립사범학교로 개편되어 제주도립사범학교가 개교했다. 1954년 강습과를 특설해 무자격 현직 초등교원에 대한 보수교육을 실시하기도 했다. 1956년 7월 14일 공립에서 국립으로 이관되어 제주사범학교가 되었다.
초등교원을 초급대학 수준에서 양성하는 법의 제정에 따라 전국의 사범학교들이 2년제 교육대학으로 승격·개편됨에 따라 1962년 2월 27일 제주대학 병설 교육과(2년제)로 개편되어 설치되었다. 이후 1968년 10월 26일 제주교육대학으로 개편해 독립 설치됐다.
1984년 3월 1일 2년제 교육대학에서 4년제 교육대학으로 승격·개편되었고, 1993년 국립학교설치령 개정에 따라 제주교육대학교로 명칭을 변경했다.
2008년 3월 1일 제주교육대학교가 제주대학교에 통폐합, 제주대학교 교육대학으로 개편되 제주대학교 사라캠퍼스로 운영되고있다.

## 같이 보기
- 제주대학교 교육대학 부설초등학교